# بزقوتشان
بزقوتشان (بالفارسية: بزقوچان) هي قرية تقع في قسم تخت جلغة الريفي (مقاطعة فيروزة) في إيران. يقدر عدد سكانها بـ 1,056 نسمة .